# Regiunea Bas-Sassandra
Regiunea Bas-Sassandra este una dintre cele 19 unități administrativ-teritoriale de gradul I ale statului Coasta de Fildeș.